# Uzhhorod

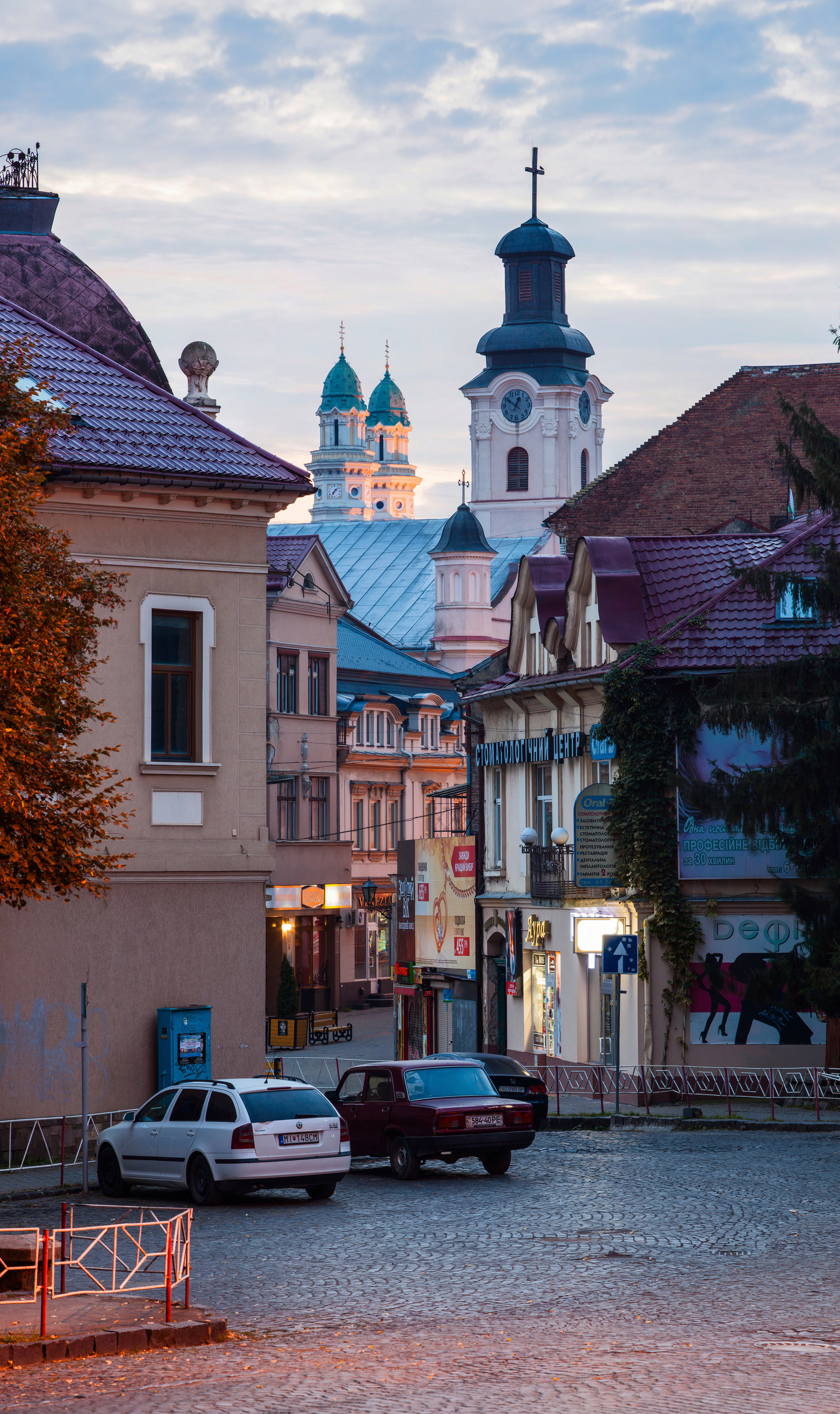
Uzhhorod

Uzhhorod hay Uzhgorod (tiếng Ukraina và tiếng Nga: Ужгород) là một thành phố Ukraina. Thành phố thuộc tỉnh Zakarpattia. Dân số theo điều tra năm 2022 là 115.449 người
Uzhhorod nằm ở phía tây Ukraina, tại biên giới với Slovakia và gần biên giới với Hungary. Đây là trung tâm hành chính của Oblast Zakarpattia (khu vực), cũng như trung tâm hành chính của Raion Uzhhorodskyi xung quanh (huyện) trong Oblast. Thành phố cũng được chỉ định là raion riêng biệt của riêng mình trong Oblast.
Thành phố này được tên của nó từ sông Uzh, chia thành phố thành hai phần (phần cũ và mới). Uzh (Уж) có nghĩa là con rắn bao quanh (Natrix natrix), và horod (город) Rusyn cho thành phố, đến từ Old Slave grad (градъ). Tuy nhiên, tên này được xây dựng gần đây, và chỉ được sử dụng từ đầu thế kỷ 20. Trước đó, thành phố được biết đến như Ungvar, cũng viết Ongvar, Hungvar, và Unguyvar.
Tên của thành phố được viết Ужгород Rusyn, Ukraina và tiếng Nga, phiên âm "Uzhhorod" từ Rusyn và, tiếng Ukraina "Uzhgorod" từ Nga. Cho đến cuối thế kỷ 20, thành phố được biết đến trong tiếng Anh như Uzhgorod.
Năm 1928, khi Uzhorod là một phần của Tiệp Khắc với tư cách là thủ phủ của Subcarpathian Nga, một tượng đài cho Tomáš Garrigue Masaryk được dựng lên ở đó, đồng thời là việc xây dựng quận chính phủ mới của "Malé Galago". Ngày nay, từ 2004, tổng thống đầu tiên của Tiệp Khắc kỷ niệm bức tượng bán thân của ông.